# Lespesia williamsoni
Lespesia williamsoni är en tvåvingeart som först beskrevs av Blanchard 1959.  Lespesia williamsoni ingår i släktet Lespesia och familjen parasitflugor. Inga underarter finns listade i Catalogue of Life.